# San Juan de la Piña (título cardenalicio)
San Juan de la Piña es un título cardenalicio diaconal de la Iglesia Católica. Fue instituido por el papa Juan Pablo II en 1985.

## Titulares
- Francis Arinze (25 de mayo de 1985 - 29 de enero de 1996); título presbiteral pro hac vice (29 de enero de 1996 -25 de abril de 2005)
- Raffaele Farina (24 de noviembre de 2007)